# Lewis Lyne
Lewis Lyne est un général britannique durant la Seconde Guerre mondiale.

## Biographie
Il débute dans l'armée en 1921 dans "The Lancashire Fusiliers". En 1938, il fait partie du quartier général de l'armée britannique. En 1943, il se bat en Italie avec le 56e régiment d'infanterie (Royaume-Uni). Il est promu major-général en 1943.
En mars 1944, il commande le 59e régiment d'infanterie (Royaume-Uni) (en). En 1945 il commande la 7e division blindée (Royaume-Uni), il participe à la bataille de la forêt de Hürtgen et à la bataille de Hambourg.
En 1945 il devient commandant du secteur britannique de Berlin-Ouest. De 1946 à 1947 il est commandant des forces britanniques en Égypte.